# Copa Centro-Oeste
Copa Centro-Oeste – brazylijskie rozgrywki mistrzowskie regionu środkowozachodniego (obejmującego stany Goiás, Mato Grosso oraz Mato Grosso do Sul wraz ze stołecznym Dystryktem Federalnym).
W pierwszej edycji Copa Centro-Oeste wzięły udział kluby ze stanu Minas Gerais, które od 2000 roku brały udział w nowym turnieju – Copa Sul-Minas.
W latach 2000-2003 mistrz Copa Centro-Oeste kwalifikował się do Copa dos Campeões.

## Lista mistrzów
| 1999 | Cruzeiro EC | 3 – 0 1 – 2 0 – 0 | Vila Nova | Atlético Mineiro | Operário (VG)  |
| 2000 | Goiás EC    | 3 – 1 5 – 1       | Vila Nova | São Mateus (ES)  | Juventude (MT) |
| 2001 | Goiás EC    | 1 – 0 1 – 1       | Vila Nova | Gama             | Serra (ES)     |
| 2002 | Goiás EC    | 2 – 3 3 – 0       | Gama      | Comercial (MS)   | Vila Nova      |

### Kluby według tytułów
- 3 – Goiás EC
- 1 – Cruzeiro EC

### Stany według tytułów
- 3 –  Goiás
- 1 –  Minas Gerais